# أم بكول
أُمبُكول أو أُم بُكول قرية سودانية في شمال السودان، تقع في الولاية الشمالية غرب كورتي المعروفة، على يسار النيل على بعد 32 ميلا من الدبة ومنها طريق يمر ببيوضة إلى وادي بشارة طوله 153 ميلا وطريق يمر بأبار جقدول إلى المتمة طوله 176 ميلا. تبعد 3 أميال ونصف غرب من كورتي. وشمالها النيل وهي آخر قرية في محلية القرير
تفصلها عن قرى مقلنارتي وجواري على الضفة الغربية (الجنوبية) للنيل وتقابلها قرية مورة بالضفة الشرقية (الشمالية) للنيل.

## التسمية
معنى اللاحقة (كول): صاحب أمبكول، أمبو : ساق النخيل أي خشب النخيل .
اُمبُكول: هي كلمة بلغة (الأما-النيمانج) أو اللغة الدنقلاوية فأمبكول مكونة من مقطعين (امبِو : تعني جذوع النخل .) و(كول : تعني منطقة ). وتعني منطقة جذوع شجر النخيل أو البلح.

## تاريخ
يعود أصلها لمؤسسيها من الجميلاب والعيداب وهم من الجعليين (الدفار) وينحدرون من ممالك دنقلا الخمسة المعروفة وجدهم هو الملك موسى الأرباب وجاء من ذريتة العمدة المكي جميل والعمدة محمد المكي. ويتكون سكانها من: الأسداب، الجميلاب، العابداب، الحلنقة، الحمديناب، بقية السكان من السوراب والهواوير.

### السكان
- الأسداب : وهم أول من استوطن المنطقة وقد أتوا من الجزيرة العربية وينتهي نسبهم إلى العباس بن عبد المطلب عم النبي ﷺ. ومنهم الزعيم علي الحسن فضل رحمه الله الذي ساهم في دفع حركة التعليم بالمنطقة حيث قام ببناء المدرسة الابتدائية والمتوسطة وأتى بعده مندور المهدي الذي اتبع المدرستين إلى سجل المدارس الحكومية.[3]
- الجميلاب : وهم في الأصل من مملكة الدفار وينتهي أيضا نسبهم إلى العباس بن عبد المطلب وأول من أتى منهم إلى أم بكول الملك أرباب النور حيث تزوج وأنجب عدة أبناء أشهرهم الملك موسي ود أرباب النور الذي قام ببناء قطعة سكنية واستعمل في بناءها حساء لحوم البقر. الجميلاب والأسداب كوّنوا عائلة كبيرة عرفت بالعابداب في أم بكول .
- الحمتياب : وهم في الأصل من نوري وينتهي نسبهم إلى أبي بكر الصديق وجدهم الكبير حمتو أب شوارب.
- الجلال الديناب : وينتهي نسبهم إلى بني أمية وقد اشتهروا بإقامة الخلاوي.
- الجوداب : وهي عائلة كبيرة وممتدة وجدهم الكبير يُدعى الخواض.
- اليوسفاب.

ومن الأسر القاطنة في هذه المنطقة (آل التوم- آل الحداد - آل البشير - آل خوجلي - آل الرفاعي - آل الملك - آل مالك وأبنائه - آل مدني الذين توجد قبة جدهم فيها وعرب القراريش- آل درار).[بحاجة لمصدر]

## التعليم
حركة التعليم كانت في البداية الخلاوي ثم فتحت بعد ذلك المدارس الابتدائية والمتوسطة، الحرفة الأساسية الزراعة ثم التجارة
بها مدرسة مختلطة وما تزال قائمة .

## النشاط الزراعي
يعمل غالبية السكان بالزراعة وهنالك كمية من المنتوجات الزراعية المهمة مثل:
النخيل
تعتبر شجرة النخيل من أقدم الأشجار المعمرة التي عرفها الإنسان وقام بزراعتها منذ أقدم العصور 3000 قبل الميلاد وهو يزرع في تلك المنطقة وينتج البلح بمختلف أنواعه. التمر ينال نصيب الأسد بالنسبة لسكان تلك المنطقة وكذلك له مكانة خاصة فهو دواء وغذاء حيث يعد من أفضل الأطعمة.
البلح
- البلح الرطب:-

حيث تتوقف عملية تصنيعها عند مرحلة الرطب حيث تحتوي علي نسبة عالية من الماء أكثر من 30% مما يجعلها قابلة للتلف السريع لذلك تستهلك طازجة. الطقس في السودان غير ملائم لإنتاجها لارتفاع درجة الحرارة وانخفاض الرطوبة النسبية.
- أصناف شبه جافة أو شبه رطبة:-

وهي مرحلة متوسطة بين الرطب والجاف حيث تبلغ نسبة الماء فيها 20 – 30% وتدخل أصناف هذا القسم في السوق العالمي بعد حفظها منها: دقلة نور مشرق ود لقاي ومشرق ود خطيب وكرشة .
- الأصناف الجافة :-

تحتوي علي أقل من 20% من الماء تتخطى هذه الأصناف مرحلة الرطب كالبركاوي والقنديلا وبت مودة وتستخدم هذه الأصناف في التصنيع حيث يستخرج منها الكحول والخل .

## أعلام من القرية
- مندور المهدي[الإنجليزية] أحد رواد تطوير التعليم في السودان بعد استقلال البلاد عن المملكة المتحدة عام 1956.

## وصلات خارجية
- خبار بلادي.. السودان.. ولاية الشمالية
- الحكومة السودانية - الولاية الشمالية
- اركمانى مجلة الاثار والانثربولجيا السودانية